# Liste des membres de l'Université de l'Arctique
L'Université de l'Arctique comptait 185 institutions membres en 2023 , dont la plupart sont des établissements d'enseignement supérieurs et des instituts de recherche des États de l'Arctique (énumérés ci-dessous). En outre, 50 membres proviennent d’États non-arctiques.
UArctic entretient une liste détaillée de ses membres sur son site-web.

## Canada
- Arctic Athabaskan Council
- Arctic Institute of North America

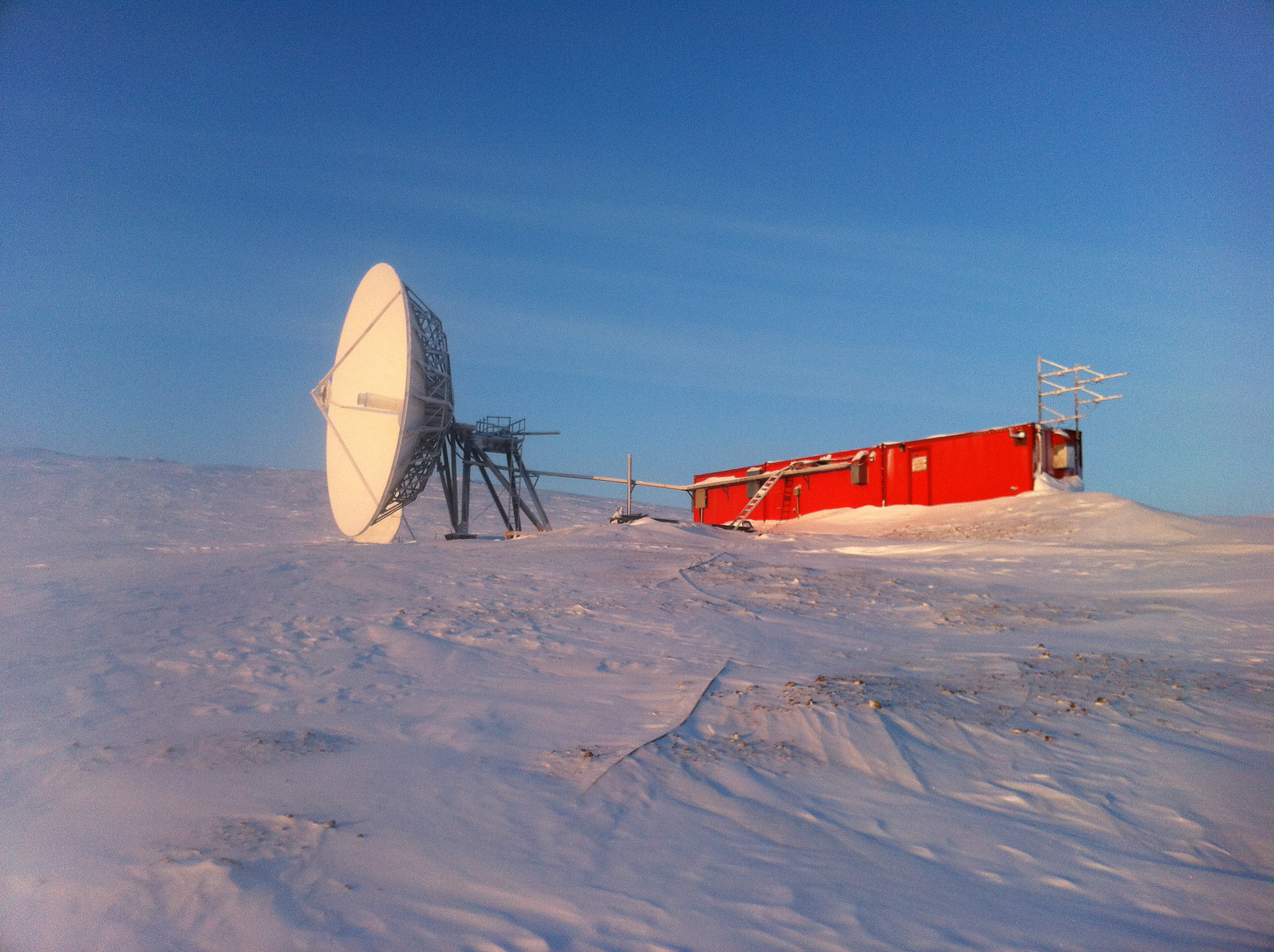
Station de recherche, Nunavut, Canada

- Association of Canadian Universities for Northern Studies
- Collège Aurora
- Université de Brandon
- Université du Cap-Breton
- Université Carleton
- Centre d’études nordiques (Centre for northern studies)
- Gwich'in Council International
- Université Lakehead
- Société Makivik
- Université Memorial de Terre-Neuve
- Northlands College
- Collège de l’Arctique du Nunavut
- Nunavut Sivuniksavut
- Polar Libraries Colloquy
- Qaujigiartiit Health Research Centre
- Collège militaire royal du Canada
- Université Royal Roads
- Université Saint Mary's
- TELUS - Edmonton
- Université Trent
- Université du Québec à Montréal
- Université du Québec à Rimouski
- Université Laval
- Collège universitaire du Nord
- Université de l'Alberta
- University of Northern British Columbia
- Université de Regina
- Université de la Saskatchewan
- Université de Winnipeg
- Vancouver Island University
- Wilp Wilxo'oskwhl Nisga'a Institute
- Université du Yukon

## Danemark
- Université d'Aalborg
- Université d'Aarhus

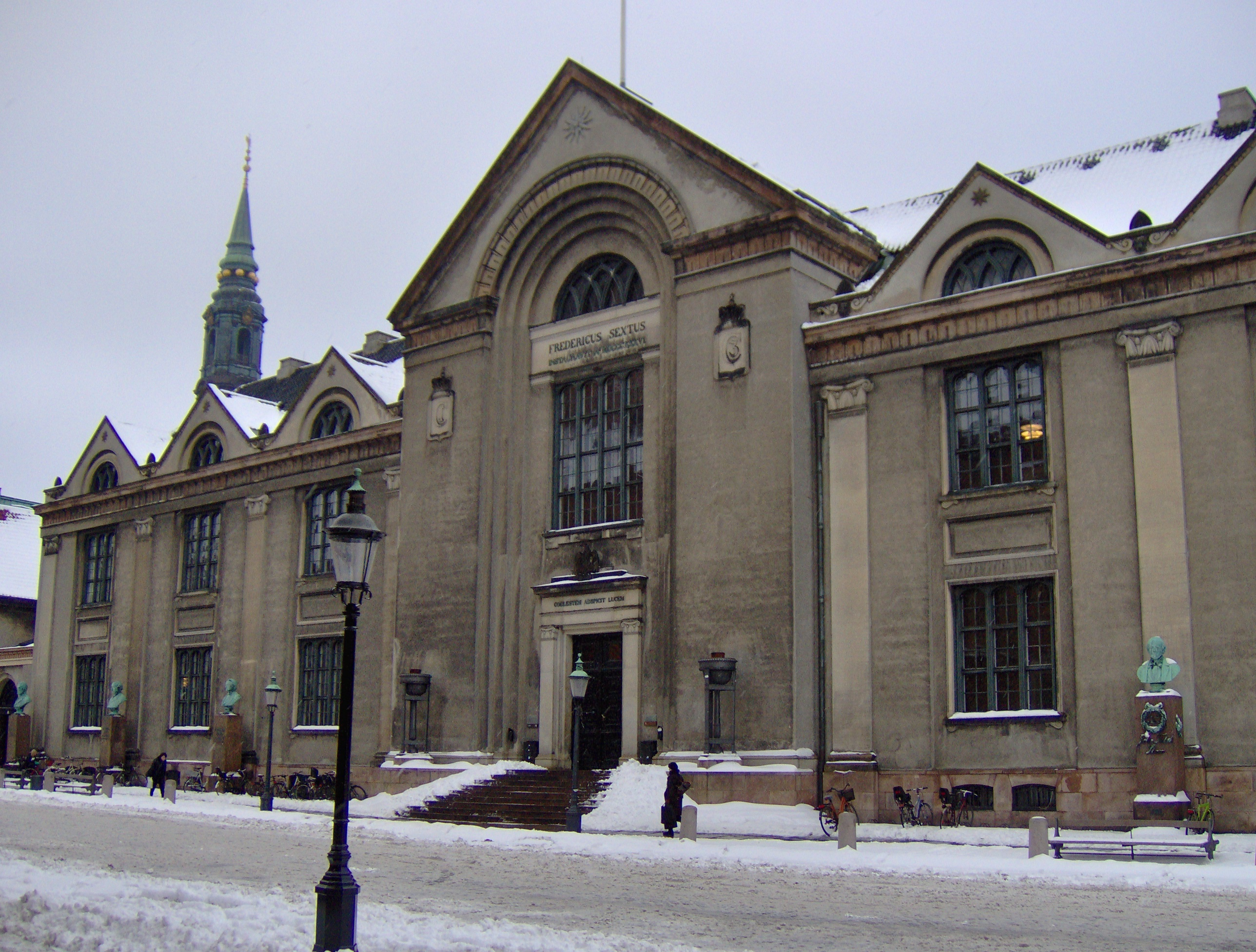
Université de Copenhague, Danemark

- Arctic Technology Centre - Technical University of Denmark
- École de commerce de Copenhague
- Université du Danemark du Sud
- Nordisk Fond for Miljø og Udvikling
- Université de Roskilde
- Université de Copenhague

## Groenland
- Institut groenlandais des ressources naturelles

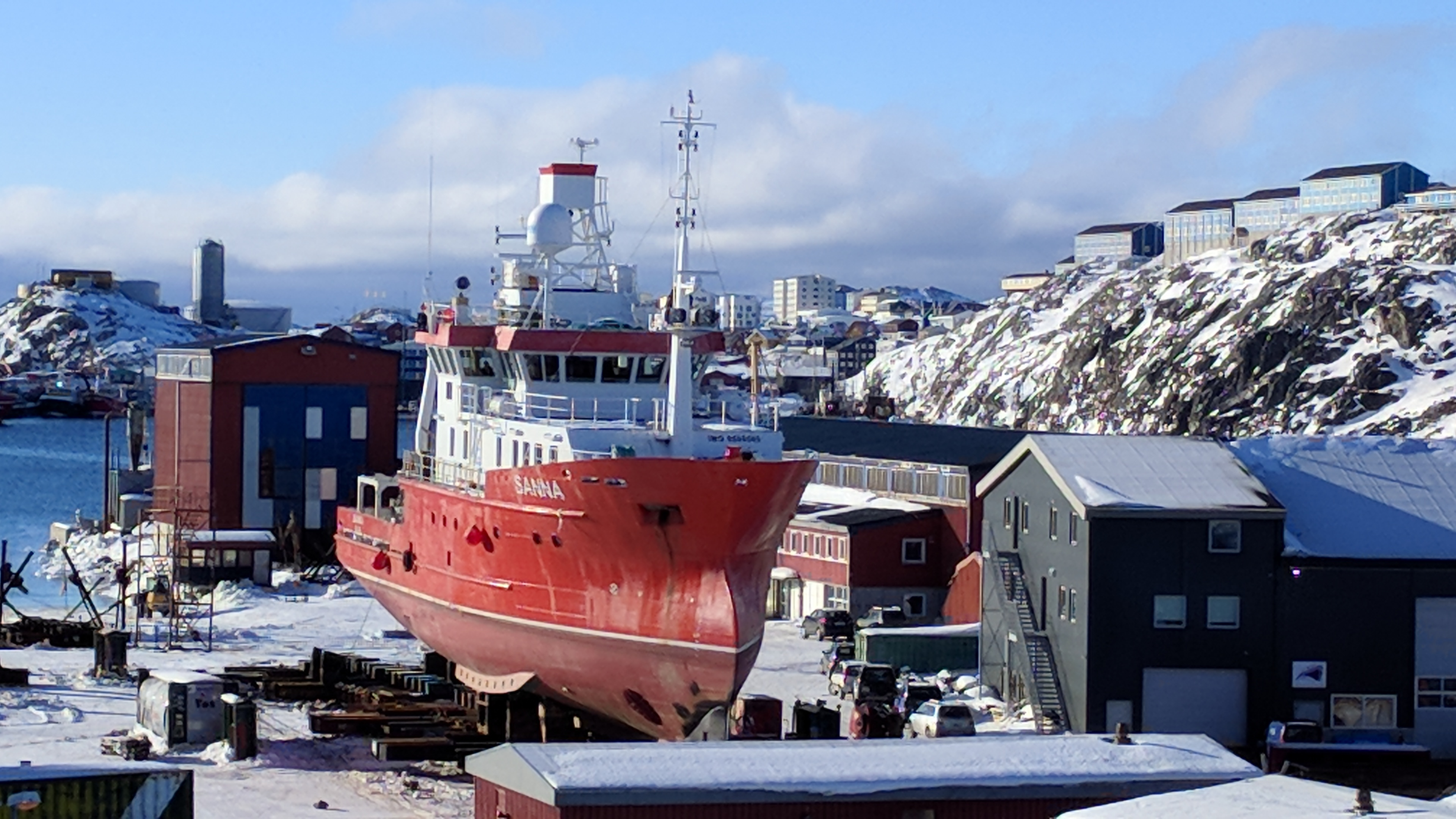
Navire de recherche SANNA de l'Institut des ressources naturelles du Groenland

- Ilisimatusarfik / Université du Groenland
- Perorsaanermik Ilinniarfik / College of Social Education

## Îles Féroé
- Université des îles Féroé

## Finlande
- Université des sciences appliquées Diakonia

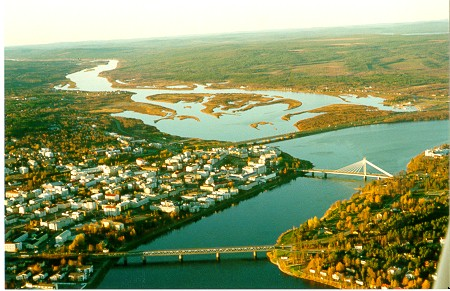
Rovaniemi, Finlande

- Institut de médecine professionelle finlandais
- Institut météorologique finlandais
- Université des sciences appliquées de Laponie
- Université des sciences appliquées Laurea
- Université des sciences appliquées d'Oulu
- Institut d'éducation Sami
- Université de l'Est de la Finlande
- Université d'Helsinki
- Université de Laponie
- Université d'Oulu
- Université de Tampere
- Université de Turku

## Islande

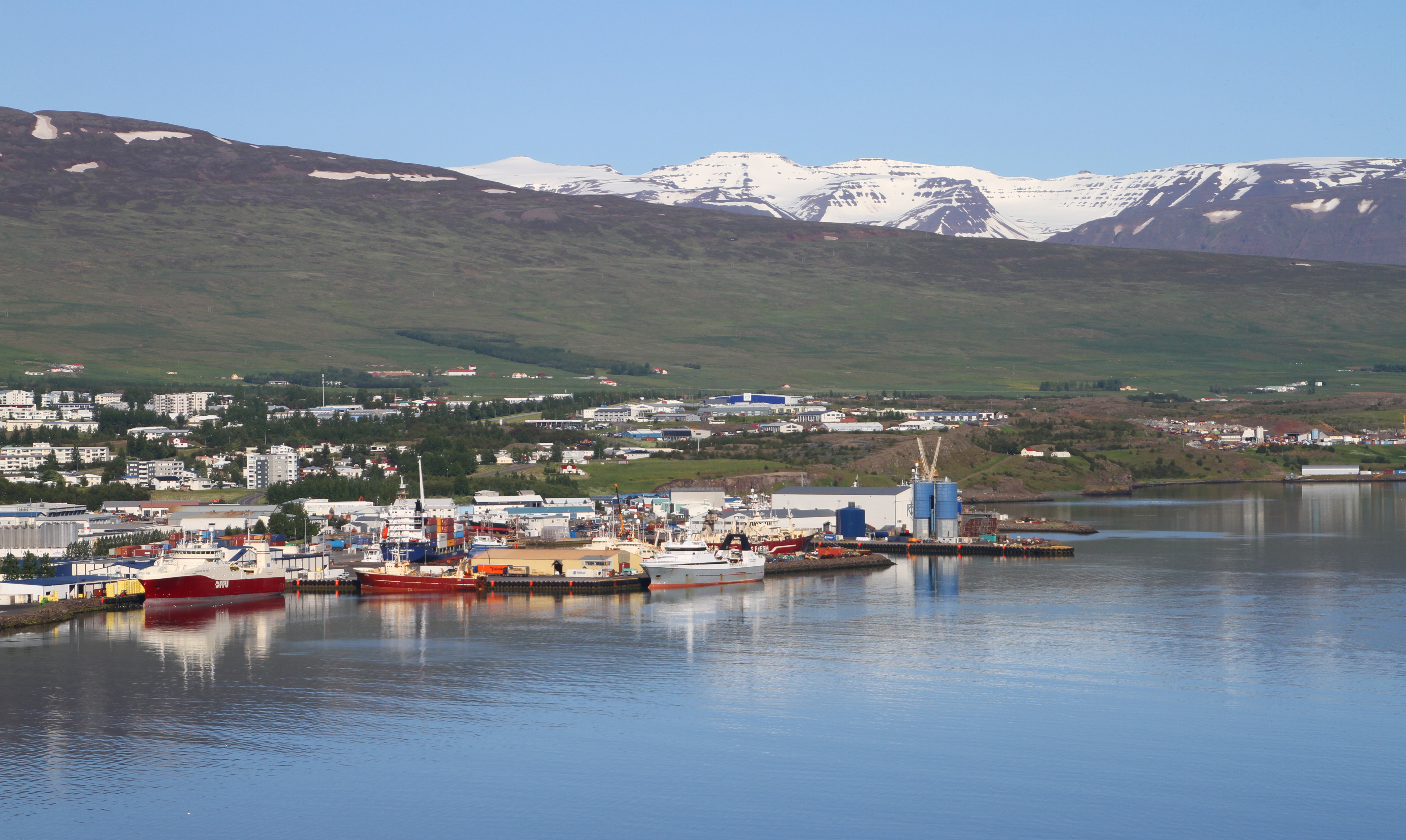
Akureyri, Islande

- Arctic Portal
- Université de Bifröst
- Académie des Arts d'Islande
- Université de Reykjavik
- Stefansson Arctic Institute
- Université des Westfjord
- Université d'Akureyri
- Université d'Islande

## Norvège
- Arran Lulesami Center

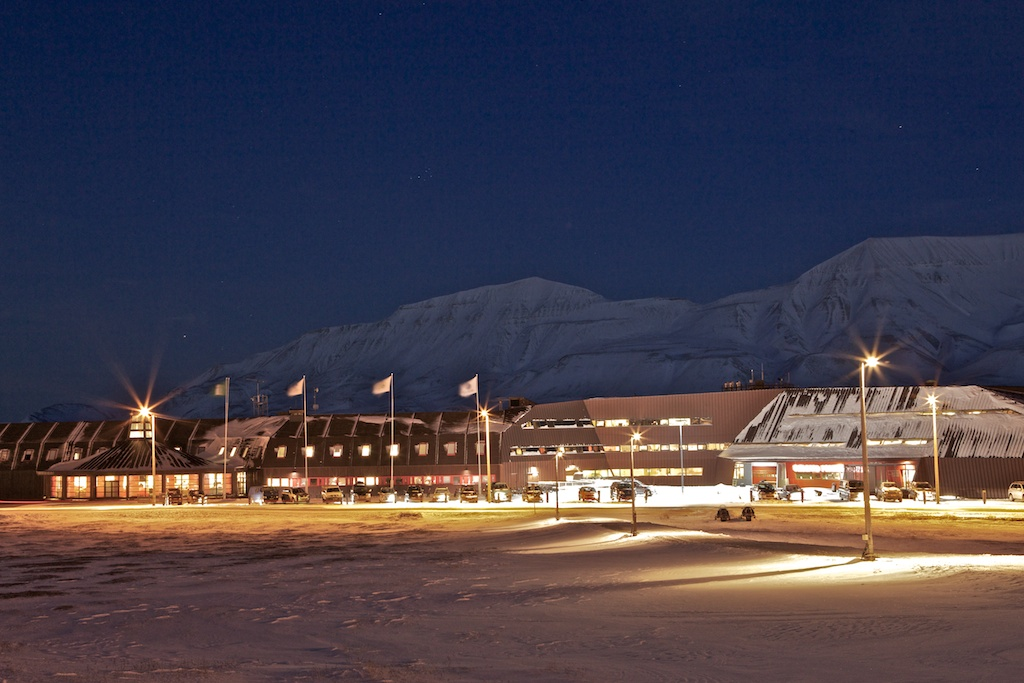
Université du Svalbard, Norvège

- Centre de recherche internationale sur le climat et l'environnement
- GÁLDU Resource Centre for the Rights of Indigenous Peoples
- GRID-Arendal
- International Centre for Reindeer Husbandry
- Nord Universitet
- Norwegian Scientific Academy for Polar Research
- Université norvégienne de sciences et de technologie
- Université des sciences appliquées Sámi
- Université de Tromsø
- Université du Svalbard
- Université d'Agder
- Université de Bergen
- Université d'Oslo
- Université de Stavanger

## Russie
- Arctic College of the Peoples of the North

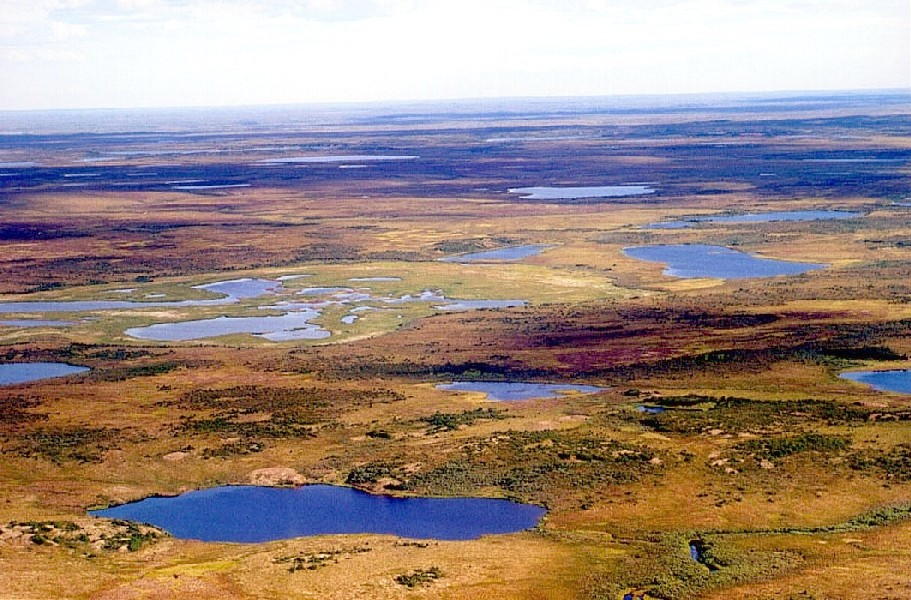
Sibérie, Russie

- Arctic State Institute of Arts and Culture
- Barguzinsky State Nature Biosphere Reserve and Zabaikalsky National Park
- Buryat State Academy of Agriculture
- Université d'État de Bouriatie
- Centre for Support of Indigenous Peoples of the North / Russian Indigenous Training Centre
- Churapchinsky State Institute for Physical Education and Sports
- East-Siberian Institute of Economics and Management
- Université européenne de Saint-Pétersbourg
- Far Eastern Federal University
- Far Eastern State Transportation University
- Herzen State Pedagogical University of Russia
- Université industrielle de Tioumen
- Institute of the Humanities and the Indigenous Peoples of the North, Siberian Branch of the Russian Academy of Sciences
- Karelian Research Centre of the Russian Academy of Sciences
- Komi Republican Academy of State Service and Administration
- Luzin Institute for Economic Studies - Kola Science Centre RAS
- Université technique d'État de Mourmansk
- Naryan-Mar Social Humanitarian College
- Université d'État de Tomsk
- Nenets Agrarian Economic Technical School
- Nizhnevartovsk State University
- Norilsk State Industrial Institute
- North-Eastern Federal University
- Université fédérale du Nord (Arctique)
- Northern National College
- Université d'État de Petrozavodsk
- Project Management Centre
- Pskov State University
- RAIPON
- Russian State Hydrometeorological University
- Scientific Research Institute of National Schools of the Republic of Sakha (Yakutia)
- Université fédérale de Sibérie
- Université d'État de Saint-Pétersbourg
- Syktyvkar Forest Institute
- Université d'État de Syktyvkar
- Taymyr College
- Université de Tioumen
- Ukhta State Technical University
- Université fédérale de l'Oural
- Yakutsk State Agricultural Academy
- Yamal Multidisciplinary College
- Yamal Polar Agroeconomic Technical School
- Université d'État de Yugra

## Suède

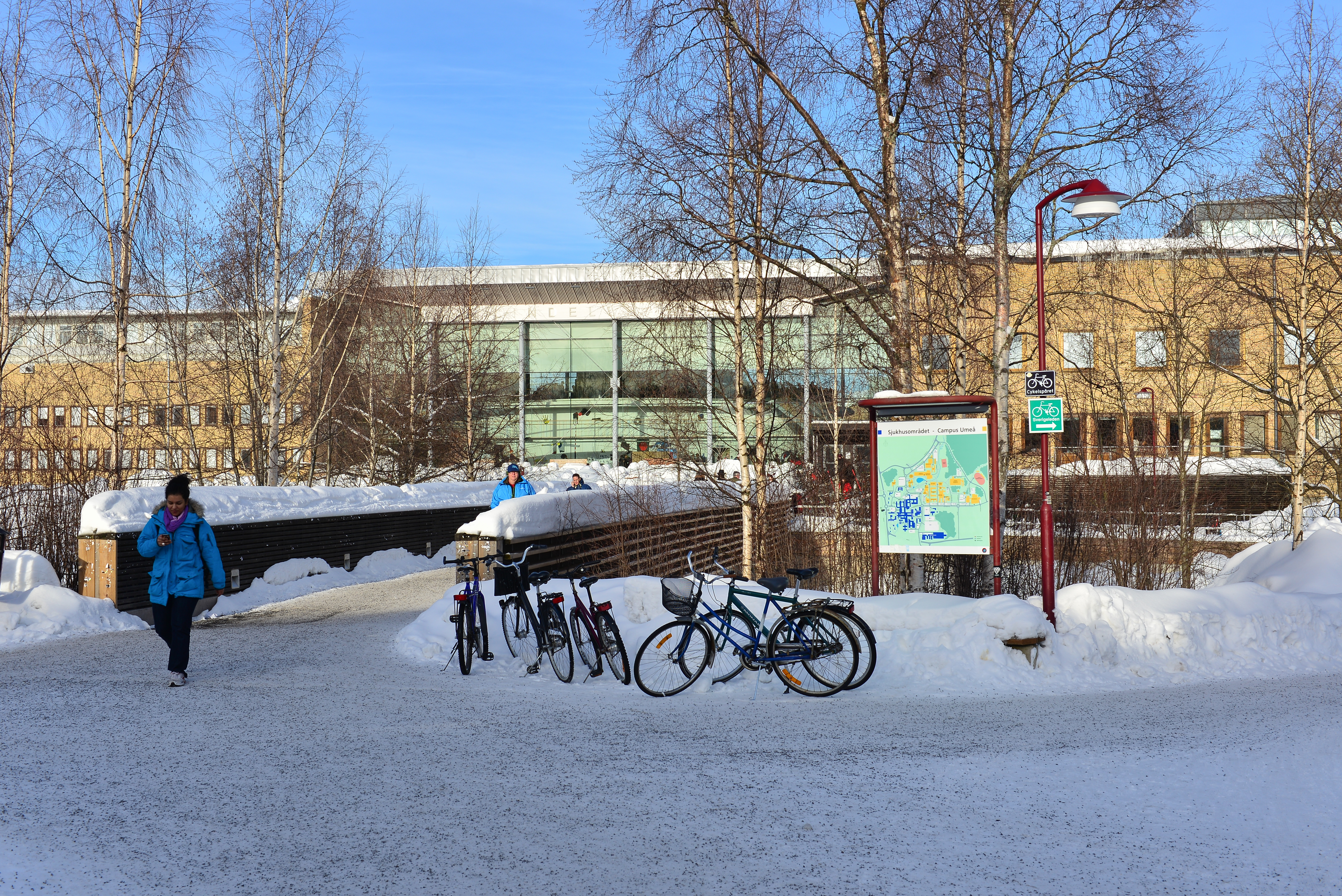
Université d'Umeå, Suède

- Base de recherche scientifique d'Abisko
- Luleå University of Technology
- Lund University
- Mid Sweden University
- Sámi Educational Centre
- Université de Stockholm
- Université d'Umeå

## États-Unis
- Alaska Pacific University
- Aleut International Association
- Anchorage Museum

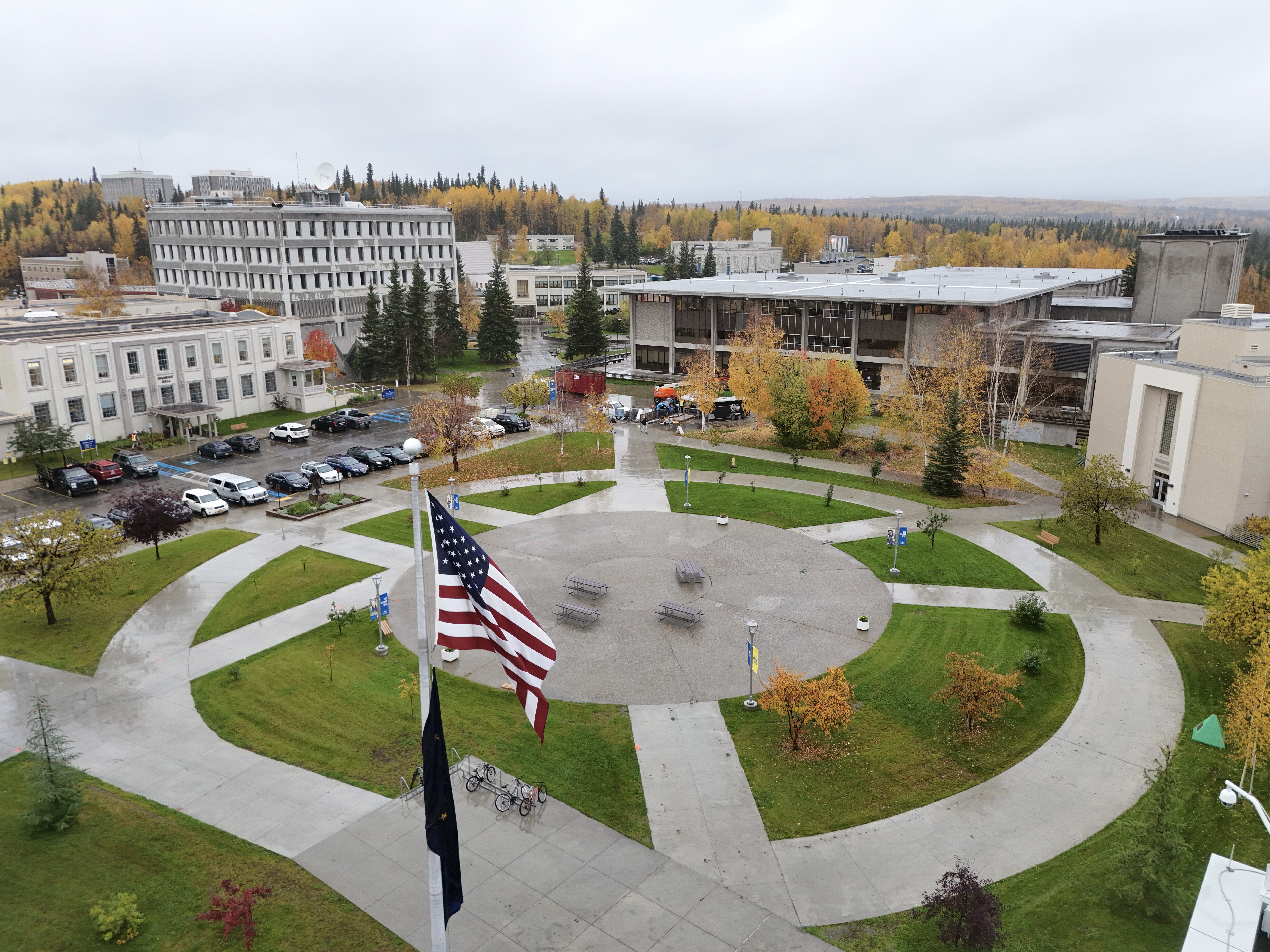
Université d'Alaska, États-Unis

- Arctic Initiative, Belfer Center, Harvard Kennedy School
- Arctic Research Consortium of the United States
- ARCTICenter - University of Northern Iowa
- Battelle Memorial Institute
- Climate Change Institute - Université du Maine (États-Unis)
- Cold Climate Housing Research Center
- Dartmouth College
- Fletcher School of Law and Diplomacy - Tufts University
- Ilisagvik College
- Institute of the North
- Scandinavian Seminar Group
- Science Diplomacy Center
- The Yellow Tulip Project
- Université d'Alaska
- Université du Colorado
- Université du Maine
- Université de Nouvelle Angleterre
- Université du New Hampshire
- Université du Dakota du Nord
- Université du Sud du Maine
- Université de Washington
- Wilson Center - Polar Institute

## Non-Arctique

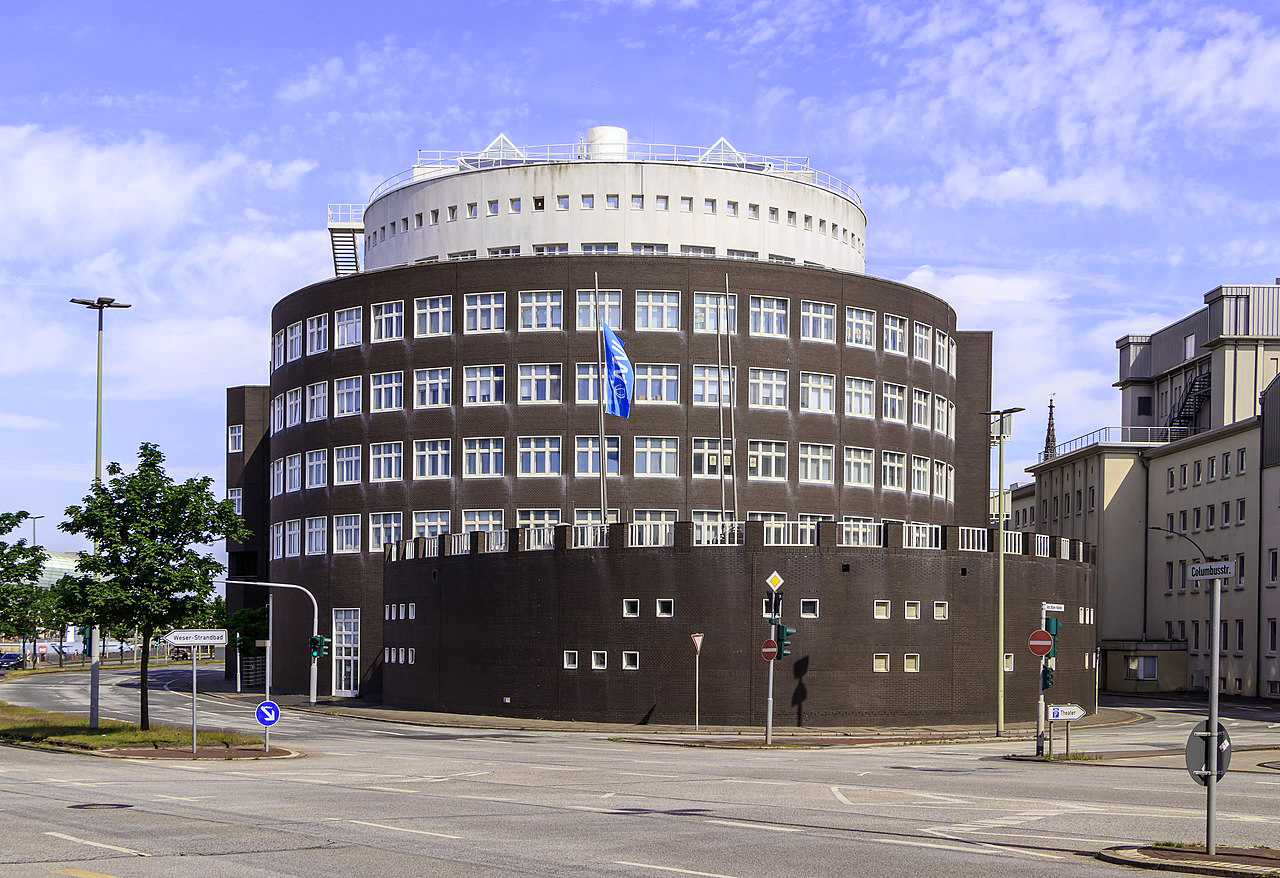
Institut Alfred-Wegener, Allemagne

- International Polar Foundation

### Autriche
- Austrian Polar Research Institute

### Chine
- Chinese Academy of Meteorological Sciences
- Chinese Research Academy of Environmental Sciences
- Dalian Maritime University
- Environmental Development Centre - Ministère de l'Écologie et de l'Environnement de la république populaire de Chine
- First Institute of Oceanography, State Oceanic Administration
- Second Institute of Oceanography, State Oceanic Administration
- Third Institute of Oceanography, State Oceanic Administration
- National Marine Environmental Forecasting Center
- Ocean University of China
- Polar Research Institute of China

### France
- Université de Versailles Saint-Quentin-en-Yvelines
- Université de Bretagne-Occidentale
- Université d'Aix-Marseille

### Allemagne
- Universität Hamburg
- Institut Alfred-Wegener pour la recherche polaire et marine

### Australie
- Université de Tasmanie

### Japon
- Université d'Hokkaido

### Corée
- Institut coréen du développement maritime
- Korea Polar Research Institute

### Mongolie
- Educational Studies School - Mongolian National University of Education

### Royaume-Uni
- Université de Durham
- Université d'Aberdeen
- University of the Highlands and Islands
- Université calédonienne de Glasgow
- Université Robert Gordon
- Royal College of Art
- Université de Hull
- Université de Strathclyde

## Sources
1. ↑  (en-US) « Shared Voices 2024 », sur UArctic - University of the Arctic (consulté le 6 mars 2025)
2. ↑  (en-US) « Members », sur UArctic - University of the Arctic (consulté le 7 mars 2025)